# Луссиньоли, Ивано
Ива́но Луссиньо́ли (итал. Ivano Lussignoli; 23 июля 1972, Кремона — 20 сентября 2003, Милан) — итальянский гребец-байдарочник, выступал за сборную Италии во второй половине 1990-х годов. Участник летних Олимпийских игр в Атланте, серебряный призёр чемпионата мира, победитель многих регат национального и международного значения. Погиб в автокатастрофе.

## Биография
Ивано Луссиньоли родился 23 июля 1972 года в городе Кремона. Активно заниматься греблей начал с раннего детства, проходил подготовку в Риме в столичном спортивном клубе «Фьямме Оро».
Первого серьёзного успеха на взрослом международном уровне добился в 1996 году, когда попал в основной состав итальянской национальной сборной и благодаря череде удачных выступлений удостоился права защищать честь страны на летних Олимпийских играх в Атланте. С четырёхместным экипажем, куда вошли также гребцы Андреа Кови, Энрико Лупетти и Лука Негри, на дистанции 1000 метров сумел дойти до стадии полуфиналов, где показал на финише третий результат.
После Олимпиады в США Луссиньоли остался в основном составе гребной команды Италии и продолжил принимать участие в крупнейших международных регатах. Так, в 1998 году он побывал на чемпионате мира в венгерском Сегеде, откуда привёз награду серебряного достоинства, выигранную в зачёте четырёхместных байдарок на дистанции 200 метров — в финале его обошёл только экипаж из Венгрии. Вскоре по окончании этих соревнований принял решение завершить карьеру профессионального спортсмена, уступив место в сборной молодым итальянским гребцам.
20 сентября 2003 года погиб в Милане в результате автокатастрофы, врезавшись на своём мотоцикле в автомобиль.